# Hudo, Tržič
Hudo este o localitate din comuna Tržič, Slovenia, cu o populație de 52 de locuitori.